# Атвуд (Пенсільванія)
Атвуд (англ. Atwood) — місто (англ. borough) в США, в окрузі Армстронг штату Пенсільванія. Населення — 112 особи (2020).

## Географія
Атвуд розташований за координатами 40°45′5″ пн. ш. 79°15′8″ зх. д. / 40.75139° пн. ш. 79.25222° зх. д. (40.751483, -79.252111).  За даними Бюро перепису населення США в 2010 році місто мало площу 5,47 км², з яких 5,42 км² — суходіл та 0,05 км² — водойми.

## Демографія
Згідно з переписом 2010 року, у селищі мешкало 107 осіб у 44 домогосподарствах у складі 32 родин. Густота населення становила 20 осіб/км².  Було 50 помешкань (9/км²).
Расовий склад населення:
| - 100,0 % — білих |

До двох чи більше рас належало 0,0 %. Частка іспаномовних становила 0,0 % від усіх жителів.
За віковим діапазоном населення розподілялося таким чином: 18,7 % — особи молодші 18 років, 66,3 % — особи у віці 18—64 років, 15,0 % — особи у віці 65 років та старші. Медіана віку мешканця становила 44,2 року. На 100 осіб жіночої статі у селищі припадало 105,8 чоловіків;  на 100 жінок у віці від 18 років та старших — 107,1 чоловіків також старших 18 років.
Середній дохід на одне домашнє господарство  становив 54 305 доларів США (медіана — 51 500), а середній дохід на одну сім'ю — 59 275 доларів (медіана — 63 125). За межею бідності перебувало 7,4 % осіб, у тому числі 0,0 % дітей у віці до 18 років та 13,3 % осіб у віці 65 років та старших.
Цивільне працевлаштоване населення становило 50 осіб. Основні галузі зайнятості: виробництво — 28,0 %, мистецтво, розваги та відпочинок — 18,0 %, фінанси, страхування та нерухомість — 10,0 %, оптова торгівля — 8,0 %.